# Левада Леся Олександрівна
Леся (Олександра) Олександрівна Левада (22 травня 1954, Київ — 5 листопада 2014, Київ) — українська художниця, графік. Членкиня Національної спілки художників України (з 1988). Авторка понад 40 картин філософського та історико-філософського планів, портретів, пейзажів у стилі ліричного символізму з елементами експресіонізму. Працювала з темами Київської Русі, взаємодії та конфлікту людини й середовища, Всесвіту.
Учасниця українських та міжнародних художніх виставок, зокрема, понад п'яти персональних. Майже 15 років — педагог дитячих художніх студій у Києві. Учениця художника та графіка Валентина Литвиненка.

## Життєпис
Народилась 22 травня 1954-го року у Києві.
У 1972-му році закінчила Республіканську художню середню школу імені Тараса Шевченка, у 1979-му році — Київський державний художній інститут.
Учениця художника та графіка Валентина Литвиненка, в інституті навчалась ремеслу у Інни Биченкової, Валентини Виродової-Готьє, Данила Лідера, Сергія Подерв'янського.
З 1988-го року — членкиня Національної спілки художників України. З 1994-го по 2008-й роки — педагог дитячих художніх студій у Києві.
Учасниця українських та міжнародних художніх виставок, зокрема, понад п'яти персональних. Авторка понад 40 картин філософського та історико-філософського планів, портретів, пейзажів у стилі ліричного символізму з елементами експресіонізму. Працювала з темами Київської Русі, взаємодії та конфлікту людини й середовища, Всесвіту. Деякі роботи зберігаються у Музеї історії Корсунь-Шевченківської битви (місто Корсунь-Шевченківський).

Могила Лесі Левади та її батька, Байкове кладовище

Останню картину, свій автопортрет, написала вже тяжко хворою. Померла у 60-річному віці 5 листопада 2014-го року. Похована разом із батьком на Байковому кладовищі (ділянка № 49а).

### Родина
- Батько — письменник, драматург, сценарист Олександр Левада (1909—1995).
- Зведений брат — соціолог, політолог Юрій Левада (1930—2006).
- Чоловік — художник, член Національної спілки художників України Віктор Каверін (нар. 1950). Автор портрету дружини, що зберігається у Кіровоградському обласному художньому музеї[4].

## Деякі персональні виставки
- 1992 — художня галерея «Митець» (Київ; спільна виставка із Віктором Каверіним)
- 1994 — Український фонд культури (Київ)
- 1997 — виставка з циклом картин «Жовтневий реквієм», Міжнародний фонд слов'янської писемності та культури (Москва)
- 2004 — Будинок художника (Київ)
- 2007 — Будинок художника (Санкт-Петербург; спільна виставка із Віктором Каверіним)
- 2010 — Національна бібліотека України імені В. І. Вернадського (Київ)

## Творчий доробок (частковий)
- 1977 — «Детство»
- 1980-ті — «Воспоминание о празднике (Прощание с Олимпиадой-80)»
- 1982 — «Сказання про Софію Київську» (триптих)
- 1982 — «Свято на Київському стадіоні» (знаходиться на балансі Кабінету Міністрів України[5])
- 1988 — «Поранена чайка»
- 1988—1991 — «Передчуття» (цикл)
- 1990 — «Вигнанці»
- 1990 — «Скорбота»
- 1991 — «Знамення»
- 1991 — «На ріллі»
- 1992 — «Злітаючий»
- 1993—1996 — «Жовтневий реквієм» (цикл)
- 1994—2014 — «Фрески» (цикл)
- 1994 — «Шлях»
- 1996 — «Далі»
- 1997 — «Галшка Гулевичівна» (знаходиться на балансі Кабінету Міністрів України[5])
- 2000 — «Скорботна»
- 2000-ті — «За мотивами поеми „Слово о полку Ігоревім“» (цикл)
- 2001 — «Київський фонтан»
- 2001 — «Затемнення»
- 2002 — «Ярославна»
- 2003 — «Туман»
- 2004 — «Двоє»
- 2004 — «Діалог»
- 2005 — «Вибух»
- 2009—2011 — «На київських пагорбах» (триптих)
- 2012 — «Художник В. Каверін» (портрет)
- 2013 — «Зустріч біля криниці»
- 2013 — «Зцілення сліпого»
- 2014 — «Автопортрет»